# Holubí fotografie ze vzduchu

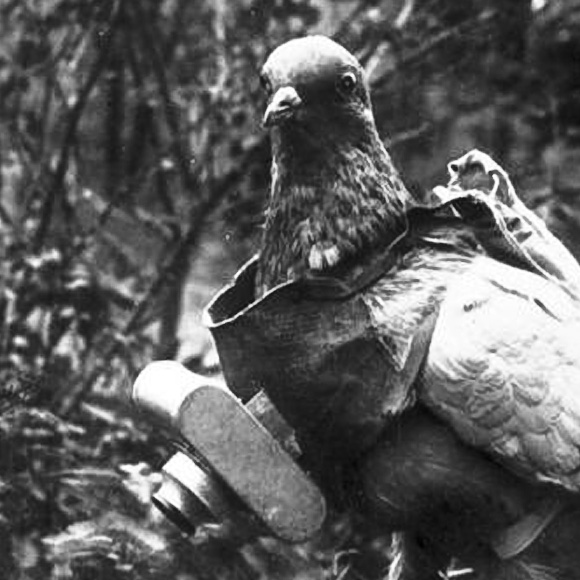
Poštovní holub s miniaturním německým fotoaparátem, pravděpodobně během první světové války

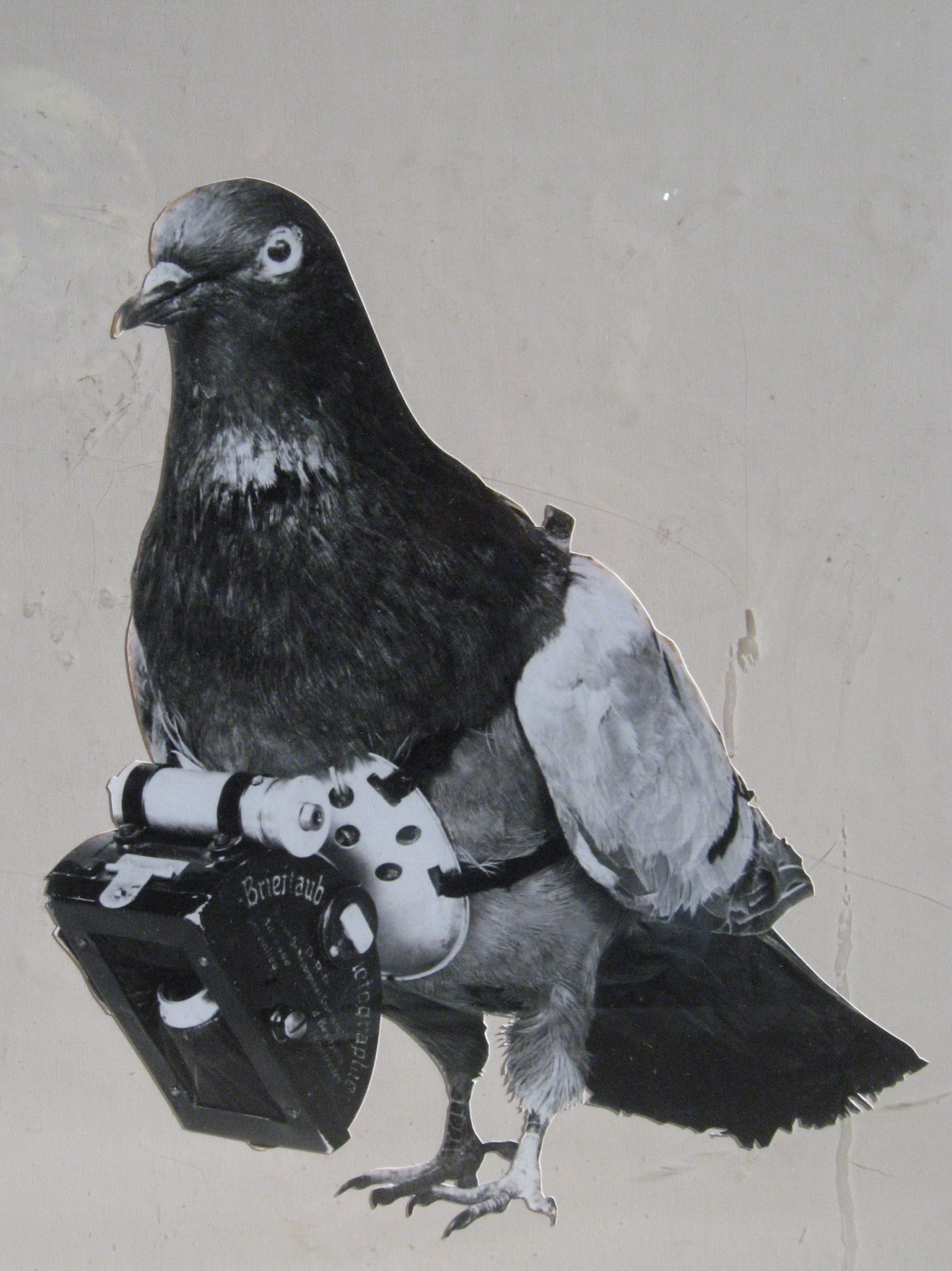
Portrét opeřeného fotografa, cca 1903

Holubí fotografie ze vzduchu je metoda pořizování fotografických snímků aparáty, které jsou připevněny na spodní části těla holuba tak, aby mu nebránily v letu. Podobně jako jiné specializace vyžaduje holubí fotografie znalosti zvláštních fotografických technik a poštovních holubů. Holub je vybaven speciálním fotoaparátem s automatickým mechanismem časování a snímání s různými objektivy a filmovými zásobníky.
S holuby v leteckém snímkování experimentoval v první polovině 20. století německý lékárník Julius Neubronner. Holubi byli vybaveni lehkou miniaturní kamerou pro fotografování ze vzduchu, kterou měli připevněnou na prsou. Neubronner navrhl a zkonstruoval několik typů fotoaparátů, se širokoúhlým panoramatickým objektivem, se dvěma objektivy nebo dvojitou sportovní panoramatickou kameru. Poslední model z roku 1920 vážil necelých 40 gramů a dokázal pořídit dvanáct snímků. Ani jeden typ se však nepodařilo vyrábět sériově.
Neubronner ptáky na jejich zatížení postupně trénoval. Odvážel je do míst i sto kilometrů vzdálených od jejich domova, nasadil jim kameru a vypustil je. Holubi obvykle létali ve výšce 50 až 100 metrů rychlostí asi 15 kilometrů v hodině. Mechanismus v kameře ovládal prodlevy mezi jednotlivými fotografiemi.
Během první světové války se ukázala výhoda holubí fotografie v pořizování záběrů z menší výšky než bylo možné například z balonu, letadla nebo draku. Tyto metody byly převzaty německou a francouzskou armádou.
V dílně švýcarského hodináře Christiana Adriana Michela ve třicátých letech 20. století vznikl upravený Neubronnerův model dvojité sportovní kamery pro 16mm film s vylepšenými časovacími mechanismy a principem posunu filmu. Michel si nechal svůj fotoaparát patentovat v roce 1937, ale neexistuje více než přibližně sto exemplářů tohoto typu.
V sedmdesátých letech holubí fotografii využívala také americká CIA. Vysoce kvalitní kopie dvojitých sportovních kamer vyráběl Rolf Oberlaender a po roce 2000 s holuby pracoval akční umělec Amos Latteier.

## Historie letecké fotografie

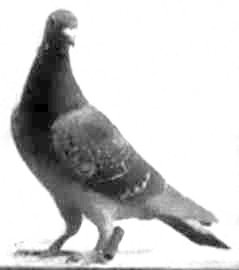
Čtyřletý poštovní holub s přivázanou depeší na levé noze, který má za sebou 15 balónových letů a 3900 úspěšných kilometrů

První fotografii ze vzduchu pořídil z balónu po prvních pokusech v Paříži roku 1858 francouzský vzduchoplavec a fotograf Nadar. Dva roky po něm nasnímal Boston z balónu americký fotograf James Wallace Black. Krátce nato byla fotografie z balónu využívána pro vojenské účely armádou Unie v americké občanské válce. V osmdesátých letech 19. století experimentoval Arthur Batut s leteckou fotografií z draků. Mnozí je následovali – Amedee Denisse vyvinul v roce 1888 raketu s kamerou a padákem. Fyzik Alfred Nobel v roce 1896, těsně před svou smrtí, zdokonaloval techniku fotografování nejen z balónů a raket, ale i ze střel. Hledal její využití v měření a vytváření kartografických map.
V roce 1889 proběhl experiment na univerzitě v Petrohradě, při kterém šéf ruského balónového armádního sboru Alexandr Kovanko pořídil letecké snímky z balónu a poslal kolodiové filmové negativy na zem holubí poštou.
Fotografování z ptačího pohledu zdokonaloval vynálezce a konstruktér George Raymond Lawrence. Například po zemětřesení v San Franciscu roku 1906 s pomocí sofistikovaného závěsného systému na několika dracích najednou fotografoval trosky města z výšky 600 metrů. Fotoaparát vážil 25 kilogramů a používaly se v něm celuloidové desky o rozměrech 43 × 122 cm.
Další pokrok letecké fotografie přineslo její využití v bezpilotních letadlech. První z nich neslo název Aerial Target (Vzdušný cíl) a vynalezl jej roku 1916 profesor Archibald Montgomery Low.

## Julius Neubronner

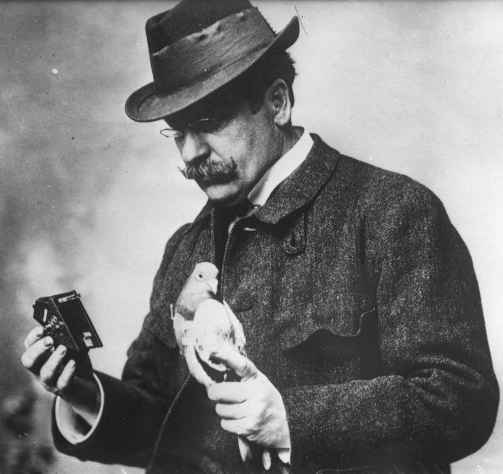
Julius Neubronner (1914)

Za otce nápadu fotografovat s pomocí cvičených holubů se považuje Julius Neubronner (1852–1932), německý lékárník z Kronbergu u Frankfurtu nad Mohanem. Jeho koníčkem byl chov poštovních holubů a amatérská fotografie.

### Inspirace
Okolo roku 1903 pomocí holubí pošty přijímal recepty ze sanatoria v blízkosti Falkensteinu a obratem posílal nezbytné léky o váze 75 gramů stejnou metodu zpět.
Když se jednoho dne poštovní holub ztratil v mlze a dorazil o čtyři týdny později, nechal se Neubronner inspirovat nápadem opatřit ptáka automatickou kamerou, která by sledovala jeho cestu. To vedlo ke sloučení obou jeho koníčků: kombinace holubí pošty a amatérské fotografie.
Neubronner začal vyvíjet lehkou miniaturní kameru, kterou pomocí koženého postroje a hliníkového kyrysu připevnil na prsa holuba. Ptáky postupně a pečlivě připravoval na jejich zatížení. Ke snímkování ze vzduchu je odvážel do míst, které byly i sto kilometrů daleko od místa jejich domova, nasadil jim kameru a vypustil je.
Pták obvykle letěl přímým směrem domů, asi ve výšce 50 až 100 metrů a rychlostí maximálně 15 kilometrů v hodině. Pneumatický mechanismus v kameře ovládal časové prodlevy mezi exponováním jednotlivých fotografií.

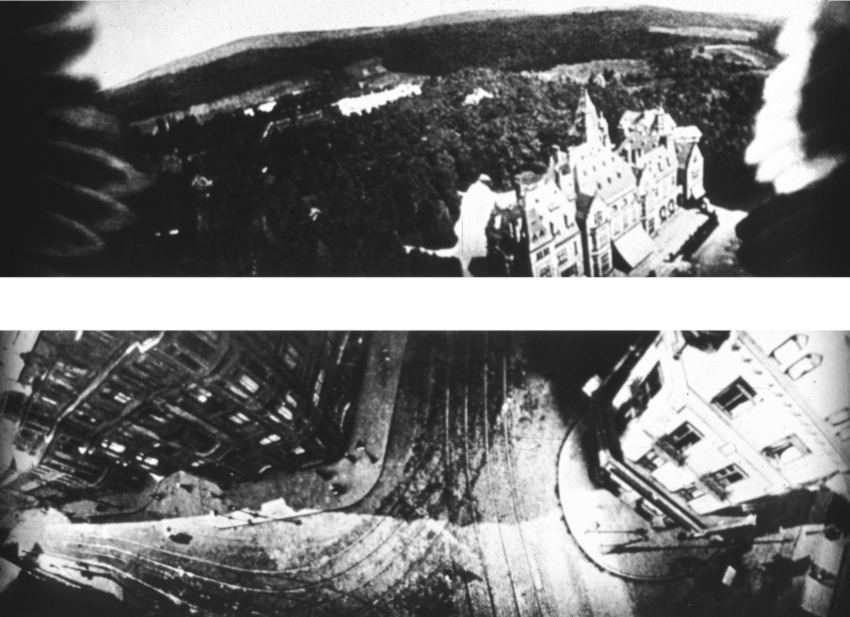
Nahoře: Zámecký hotel Friedrichshof u Kronbergu – po stranách jsou vidět holubí křídla (pořízeno panoramatickou sportovní kamerou), dole: Frankfurt nad Mohanem
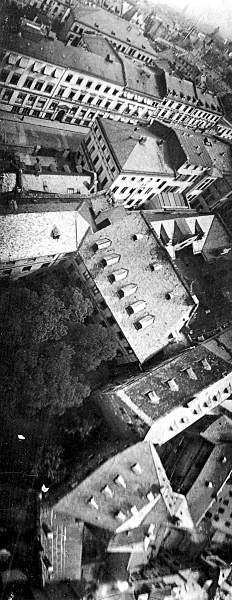
Frankfurt nad Mohanem
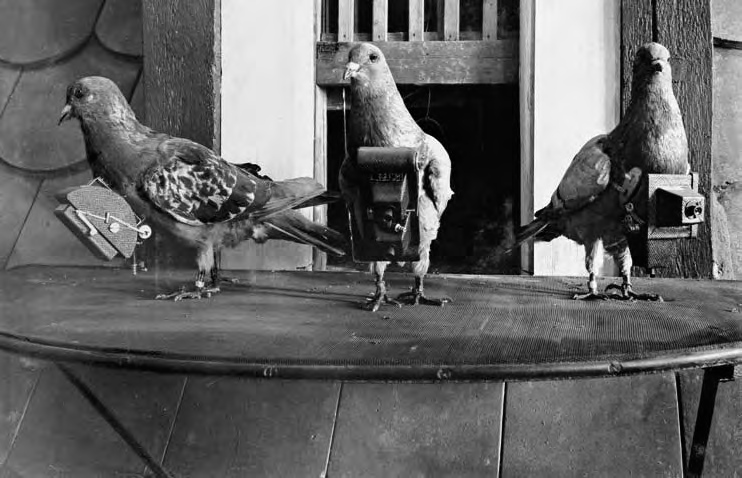
Holubi vybavení fotoaparáty, vpravo kamera s jedním objektivem, uprostřed se dvěma objektivy a vlevo kamera panoramatická

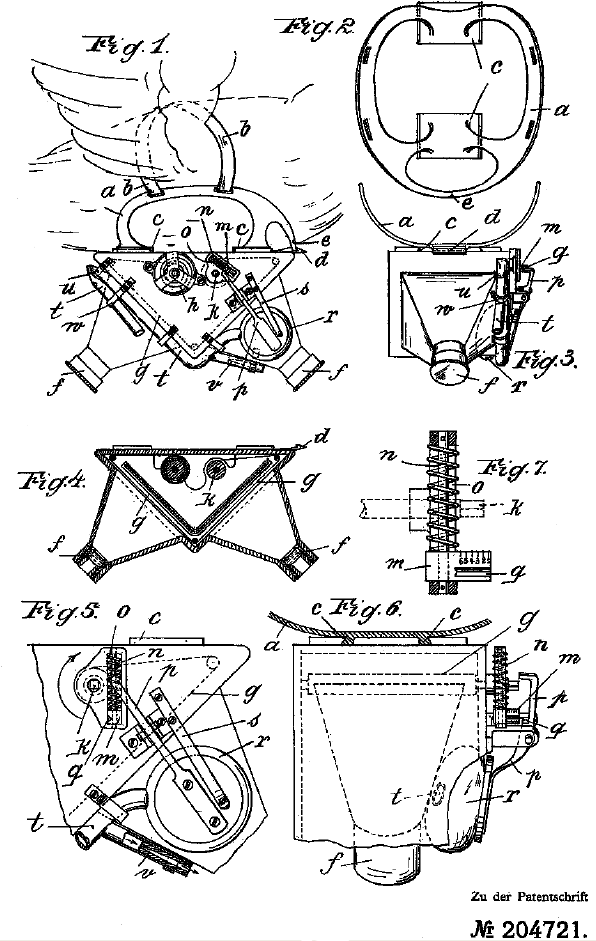
Holubí fotoaparát se dvěma objektivy (nákres patentu)

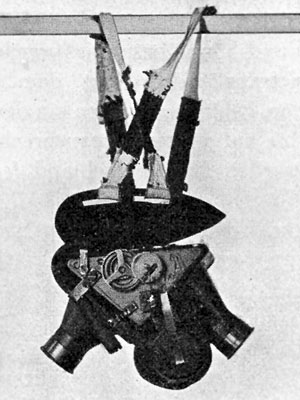
Patentovaný fotoaparát s krunýřem zavěšený na postroji

Neubronner do roku 1920 vyvinul asi tucet různých modelů kamer. Již v roce 1907 se snažil svůj nápad patentovat. Jeho vynález pod názvem „Příprava zařízení a způsob fotografování úseků terénu z ptačí perspektivy“ byl nejprve Císařským patentovým úřadem zamítnut jako neproveditelný, avšak po doložení záznamů fotografických výsledků byl v prosinci 1908 přijat (odmítnutí bylo založeno na rozšířené mylné představě o nosnosti holuba domácího).
Následující rok Neubronner předvedl svou techniku na Mezinárodní fotografické výstavě v Drážďanech a první Mezinárodní výstavě letectví a kosmonautiky, tehdy ještě konané ve Frankfurtu nad Mohanem. Návštěvníci v Drážďanech mohli pozorovat přilétající holuby, přinesené letecké snímky byly na tomtéž místě vyvolány a vytisknuty jako pohlednice. Vynález získal v Drážďanech ocenění, stejně tak i v letech 1910 a 1911 na druhém a třetím Pařížském aerosalonu.
Snímek zámeckého hotelu Kronberg (v té době nazývaného zámek Friedrichshof) se stal slavným, protože se na něm nezáměrně objevily špičky holubích křídel.

### Typy fotoaparátů
Různé modely kamer byly postaveny zcela odlišně. V článku publikovaném v roce 1911 byly popsány čtyři základní typy: obvyklý fotoaparát s jedním objektivem, druhý v uvozovkách konstruovaný jako „panoramatická kamera“, třetí fotoaparát se dvěma objektivy a nakonec fotoaparát se sekvenčním snímáním osmi po sobě jdoucích fotografií. V článku je také uvedeno, že největší a nejtěžší z nich měřil asi 10 × 6,5 cm a vážil přibližně 75 gramů.
- Fotoaparát se dvěma objektivy pořizoval dvě fotografie najednou ve formátu 5 × 5 cm, směrem dopředu dolů.[17] U tohoto modelu, který je také popsán v patentovém spisu, sdílely oba objektivy společný mechanismus štěrbinové závěrky, která byla posunuta souběžně se směrem letu.[15]
- Okolo roku 1910 vyvinul Neubronner dvojitou sportovní panoramatickou kameru, která pořizovala obrázky ve formátu 3 × 8 cm. Avšak stejně jako ostatní modely, ani ona se nezačala vyrábět sériově.[18]
- Poslední model (před rokem 1920) vážil necelých 40 gramů a dokázal pořídit 12 snímků.[14]

Na známé fotografii tří holubů nesoucí své fotoaparáty (viz výše) je zcela vpravo kamera s jedním objektivem, uprostřed se dvěma objektivy a vlevo je kamera panoramatická.
V roce 1920 bylo heslo týkající se Neubronnerovy holubí fotografie začleněno do encyklopedického díla Meyers Konversations-Lexikon. Do obecného povědomí lidí se dostala také informace, že doplňkové technologie, jako byl jeho „mobilní holubník“, použilo Německo ve světové válce. Mezitím dorazil Neubronnerův vynález do muzeí, je například součástí sbírky Agfa-Photo-Historama v Kolíně nad Rýnem. Jeho dvojitá sportovní panoramatická kamera je v kronberském zámeckém muzeu a také v Berlínském technickém muzeu a Německém muzeu v Mnichově.

## První světová válka

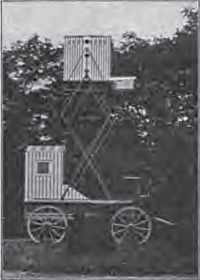
Neubronnerův mobilní holubník s temnou komorou, jak byl představován na výstavách v roce 1909

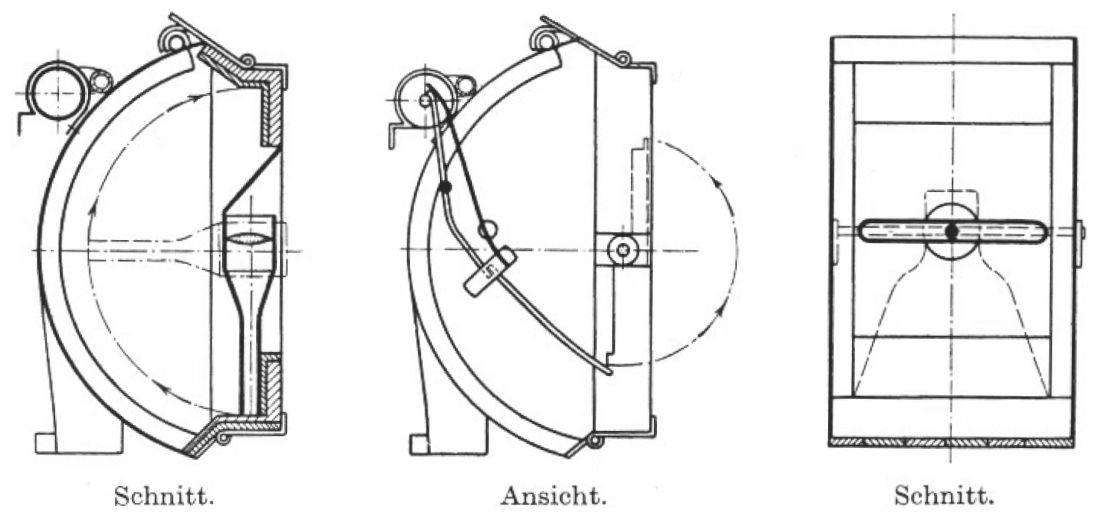
Schéma dvojité sportovní panoramatické kamery

Již od začátku vynalézání byl Neubronner motivován i možnostmi využití holubích fotografií ze vzduchu pro vojenské účely. V tehdejší době sice byl letecký fotografický průzkum možný, ale těžkopádný, protože fotografický přístroj musely nést buď balony, draci nebo rakety. Bratři Wrightové svým úspěšným letem v roce 1903 položili základ špionážních letů využívaných v první světové válce. Nicméně holubí fotografie i se všemi praktickými potížemi umožňovala pořizovat detailní snímky z menší výšky než pilotovaný letoun.
Pruské ministerstvo války o holuby zájem projevilo, a i když bylo zpočátku skeptické, nedůvěra zmizela po řadě úspěšných zkoušek. Holubi se ukázali být poměrně lhostejní k výbuchům, ale o něco horší byla skutečnost, že jim trvalo dlouho, než si po přesunu zvykli na nové místo svého mobilního holubníku. Tento problém dokázala s jistým úspěchem a minimálním časem na přivyknutí na nový domov řešit italská armáda kolem roku 1880. Stejný problém, ale ve francouzském dělostřelectvu, řešil kapitán Reynaud chovem holubů přímo v mobilním holubníku.
Není však jasné, jestli o této činnosti Neubronner věděl. Nicméně věděl, že musí existovat řešení, jak slyšel od jednoho pouťového pracovníka, který s sebou vozil holuby v holubníku ve svém karavanu. Již na výstavách v Drážďanech a ve Frankfurtu nad Mohanem v roce 1909 Neubronner vystavoval mobilní holubník kombinovaný s temnou komorou. Během několikaměsíční namáhavé práce trénoval malá holoubata, aby se vracela do holubníku i poté, co s nimi přejel jinam.
V roce 1912 ukončil Neubronner úkol (započatý v roce 1909) snímkování vodního díla v berlínském Tegelu, při kterém používal pouze svůj mobilní holubník. Po dlouhodobém vyjednávání bylo naplánováno pokračování na konec srpna 1914 s praktickou zkouškou ve Štrasburku, po němž mělo následovat státní odkoupení vynálezu. Plány však byly zmařeny vypuknutím války. Neubronner musel poskytnout všechny své holuby a zařízení pro vojenské účely.
V rámci nových pravidel opotřebovávací války se holub v ozbrojeném konfliktu ujal kromě své tradiční role poštovního doručovatele také role fotoreportéra. Neubronnerův mobilní holubník našel své uplatnění v bitvě u Verdunu, ve které se ukázal být tak užitečný, že byl znovu použit ve větší míře v bitvě na Sommě. Po válce však dostal Neubronner z ministerstva války dopis, že použití holubů při leteckém snímkování nebylo pro armádu hodnotné a další pokusy nejsou opodstatněné.
V Mezinárodním muzeu špionáže (International Spy Museum) ve Washingtonu je poštovním holubům a holubí fotografii v první světové válce věnovaná jedna malá místnost.

## Druhá světová válka

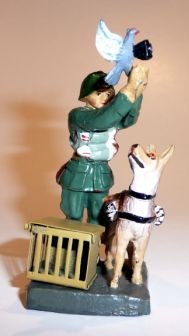
Hračka vojáka se psem a holubím fotografem z roku 1935

Přestože byl vynález hned po první světové válce odmítnut, měla ve třicátých letech německá armáda v Mnichově trénovat holuby tak, aby byli schopni s kamerami při letu pořídit až 200 záběrů. Sám vynálezce se však tohoto tréninku již nedožil – zemřel v roce 1932. Němci však nebyli jediní, kdo chtěl tento vynález používat. Francouzská armáda vydala rozkaz opatřit holubům kamery a zároveň nechala cvičit psy tak, aby vypouštěli holuby za nepřátelskou hranicí.

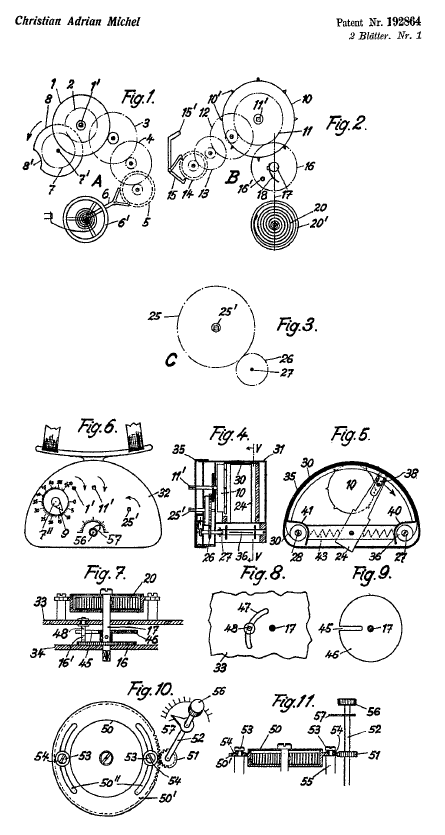
Nákres patentu se značkou Adriana Michela

Nicméně i přesto, že je známo, že se holubi a také mobilní holubníky do konce druhé světové války na obou stranách do značné míry používali, není jasné, do jaké míry byli použiti pro leteckou fotografii.
Na straně spojenců se předpokládalo, že Němci a Japonci Neubronnerův vynález použijí a ještě v roce 1943 se psalo, že americké spojovací vojsko si je vědomo možnosti použití holubí fotografie. Oficiálně ji však nepřijalo.
Téma holubí fotografie se během druhé světové války dostalo do dětských pokojů. Firma Elastolin vyráběla hračku založenou na tomto motivu, který se používal v období před rokem 1918. V roce 1935 se prodával vojáček v aktualizované tehdejší uniformě, měl vedle sebe německého ovčáka a vypouštěl poštovního holuba s „mírně předimenzovaným“ fotoaparátem (viz obrázek).
Díky rešerším švýcarského muzea fotoaparátů ve Vevey existuje mnohem více informací o rozvoji holubí fotografie z přibližně stejné doby v dílně švýcarského hodináře Christiana Adriana Michela (1912–1980) z Walde im Aargau ve Schmiedruedu. Upravil Neubronnerovu dvojitou sportovní panoramatickou kameru pro 16mm film a dále ji vylepšil mechanismy, které zajišťovaly počáteční prodlevu, prodlevu mezi jednotlivými snímky a posun filmu, přičemž hmotnostní limit fotoaparátu 75 g zůstal zachován. Michel si nechal svůj fotoaparát patentovat v roce 1937, ale jeho plán nabídnout je švýcarské armádě selhal, protože nesehnal výrobce pro sériovou výrobu. Obecně lze konstatovat, že neexistuje více než cca sto kamer tohoto typu. Po vypuknutí druhé světové války patentoval Michel kazetu pro přepravu malých předmětů, jako jsou například filmové svitky pro poštovní holuby. V muzeu ve Vevey je také fotografie psa s pěti malými přepravními koši na holuby. Od roku 2002 do roku 2007 byly v aukční síni Christie's v Londýně vydraženy tři Michelovy holubí fotoaparáty.
Švýcarské muzeum fotoaparátů vlastní přibližně tisíc snímků, které vznikly během vývoje Michelových fotoaparátů pro účely testování. V katalogu k výstavě Des pigeons photographes? z roku 2007 byly rozděleny na testovací vzorky ze země nebo z okna, z lidského pohledu ze země nebo z vyvýšeného místa, letecké snímky z letadla, letecké snímky z poměrně velké výšky (pravděpodobně z letadla, ze kterého byli vypouštění poštovní holubi) a malý počet klasických holubích fotografií.

## Období po druhé světové válce

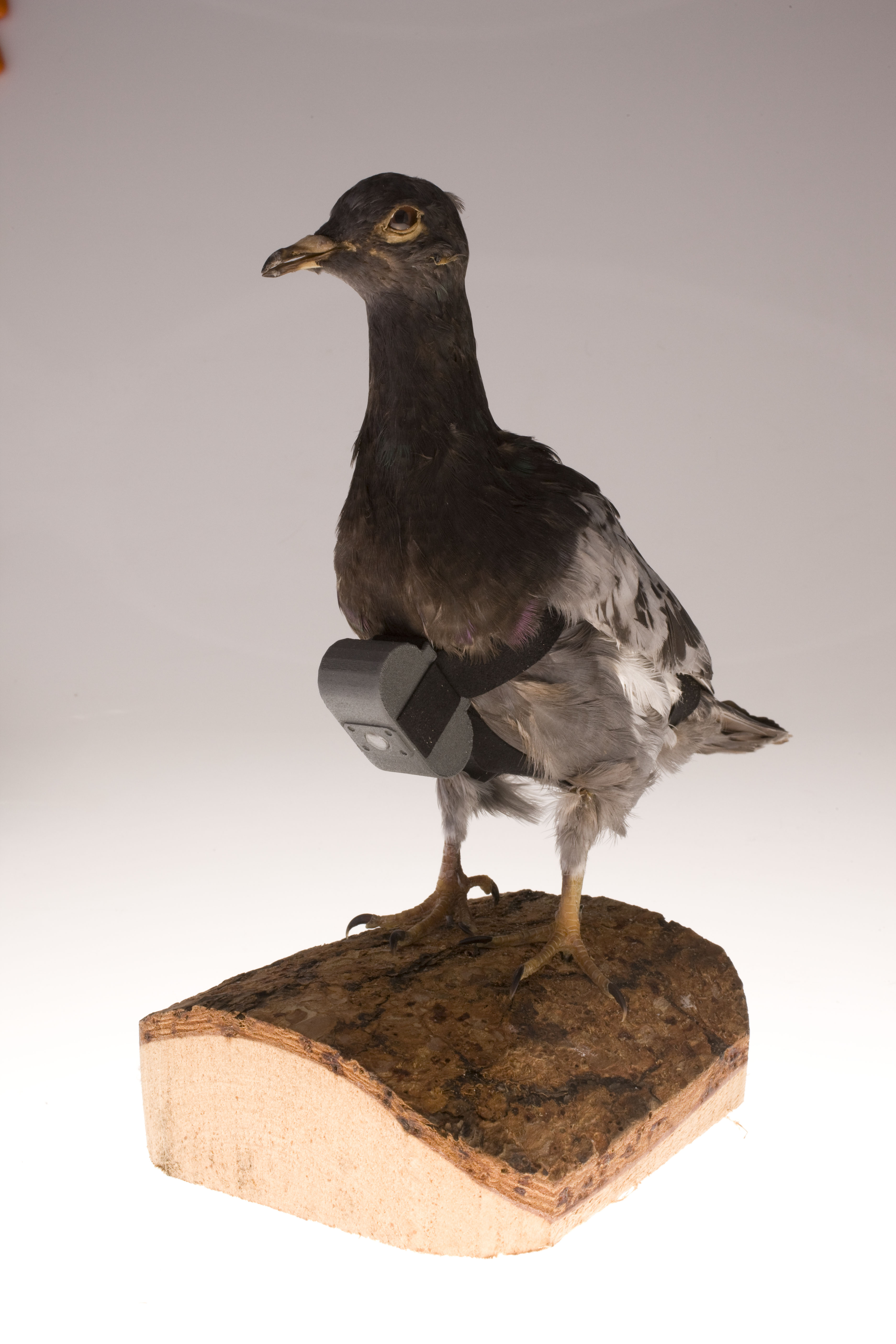
Holubí fotoaparát v muzeu CIA

Ve virtuální prohlídce (jinak pro veřejnost nedostupného) Muzea CIA se nachází také jedna holubí kamera napájená baterií. Měla velikost 4,7 × 2,2 × 2,4 cm a mohla pořizovat fotografie okamžitě po vypuštění holuba nebo po uplynutí nastaveného času. Podrobnosti o jejím používání jsou stále tajné. Podle zpráv sdělovacích prostředků byla tato kamera nasazena v sedmdesátých letech 20. století. Ptáci byli vypouštěni z letadel, ale tato technika se neukázala jako úspěšná. V roce 1978 zveřejnil tištěný švýcarský časopis ve francouzském jazyce L'illustré letecký snímek ulice Gotthelfstraße v Basileji, který pořídil holub Febo de Vries-Baumanna hydraulickou kamerou.
V osmdesátých letech představil Rolf Oberlaender malý počet vysoce kvalitních kopií dvojitých sportovních panoramatických kamer, které v roce 1999 získalo Švýcarské muzeum fotoaparátů. Některé byly pravděpodobně prodávány jako originály.
V letech 2002–2003 experimentoval s holubí fotografií akční umělec a milovník holubů Amos Latteier. Používal fotoaparáty na filmy APS a digitální fotoaparáty a zorganizoval několik přednáškových akcí s názvem „PowerPointillistischen“ v Portlandu, kde shrnul výsledky svých výzkumů a zkušeností. Zmiňuje svůj pokus, při kterém vypustil holuba přibližně kilometr od domova. Holub však zabloudil a vrátil se hladový a se zdemolovaným fotoaparátem až po třech dnech.
V německé filmové adaptaci pohádky Šípková Růženka (Dornröschen) z roku 2008 od režiséra Arenda Agtheho princ vynalezl holubí fotografii a na jednom snímku objevil spící princeznu.
Moderní technologie umožňují rozšíření podobného principu na videokamery. V programu BBC Animal Camera z roku 2004 představil Steve Leonard velkolepé filmy pořízené miniaturními videokamerami připevněným k orlům, sokolům a jestřábům, které mikrovlny přenášely do blízkého přijímače. Kamery měly hmotnost 28 gramů. Miniaturní digitální audio přehrávače s vestavěnými videokamerami lze také připojit k holubům. V roce 2009 vědci zveřejnili zprávy, ve které recenzovaný článek diskutoval o poznatcích, které získali připojením kamer k albatrosům. Fotoaparáty velikosti rtěnky pořizovaly snímek každých 30 sekund. Fotoaparáty byly také připevňovány k jiným zvířatům, jako jsou kočky nebo psi.